# Ellen Drew
Ellen Drew, nome d'arte di Esther Loretta Ray (Kansas City, 23 novembre 1914 – Palm Desert, 3 dicembre 2003), è stata un'attrice statunitense.

## Biografia
Figlia di un barbiere di Kansas City di origini irlandesi, nel 1919, all'età di 5 anni si spostò con l'intera famiglia a Chicago. Nel 1931 i suoi genitori si separarono e suo padre fece ritorno a Kansas City, mentre un anno dopo, a causa di una situazione finanziaria disastrosa, la giovane Esther fu costretta ad abbandonare il college per aiutare economicamente sua madre e suo fratello. Nel 1934, trovò un impiego come commessa in un centro commerciale di Englewood, il cui direttore la convinse a partecipare al concorso locale di bellezza Miss Englewood, che vincerà. Incoraggiata dai suoi amici e da sua madre, cominciò a nutrire il sogno di diventare una star del cinema, come la sua diva preferita Margaret Sullavan.
Recatasi a Los Angeles per tentare l'avventura hollywoodiana, si scontrò subito con le difficoltà di entrare nel mondo dello star system. Nel frattempo si accontentò di lavorare come commessa al Brown's Confectionery Shop, un locale vicino al popolare Grauman's Chinese Theatre, molto frequentato dai lavoranti e dagli attori dei vicini studios. Fu lì che allacciò una relazione sentimentale con Fred Wallace, un giovane truccatore cinematografico, grazie al quale conobbe l'attore William Demarest, dal quale ebbe una nuova offerta di fare un provino per un'importante casa cinematografica; tuttavia Esther rifiutò, temendo di incrinare il suo rapporto sentimentale con Fred Wallace che sposerà nel 1935 e dal quale avrà un figlio, David, soprannominato "Skipper".

## Debutto ed ascesa a Hollywood
Subito dopo la nascita di David, Esther decise di accettare l'offerta di un provino, sperando di trovare un'occupazione che le permettesse di dedicare più tempo a suo figlio. Nel 1936 Demarest le fece ottenere un contratto con la Paramount Pictures, che cambiò la sua data di nascita, anticipandola di quattro anni, e le diede il nome d'arte di Terry Ray.
Dopo circa due anni in piccole parti, il segretario personale del regista-produttore della Paramount Wesley Ruggles, rimase colpito dalla sua bellezza acqua e sapone, ritenendola adatta al ruolo di protagonista femminile per il musical Sing You Sinners al fianco di Bing Crosby, diretto dallo stesso Ruggles. Con il favore della critica e del pubblico nacque la nuova stella Ellen Drew, tuttavia la definitiva affermazione giungerà con il successivo film storico, Un vagabondo alla corte di Francia, diretto da Frank Lloyd e interpretato al fianco di Ronald Colman, Basil Rathbone e Frances Dee, in cui la Drew interpretò il ruolo della bella Hugette.
Il successo di questa seconda pellicola fece di Ellen Drew la nuova giovane stella della Paramount, ma la stampa le affibbia il nomignolo di The Candy Store Cinderella, ovvero La Cenerentola del negozio di dolciumi, enfatizzando la casualità del suo ingresso nel cinema da semplice ragazza di provincia, e insistendo in questa campagna di denigrazione. La Paramount indusse la Drew a nascondere di essere già sposata e madre di un bambino, temendo che ciò avrebbe nuociuto all'immagine della giovane attrice, basata sulla bellezza acqua e sapone. Il marito e il figlio vennero quindi presentati come uno zio e un giovane cugino, ed i tre vivevano in una piccola ed anonima casa di tre stanze a nord di Hollywood.
Nella primavera del 1939 la Drew si recò con il marito in Inghilterra per girare accanto a Ray Milland la pellicola Il francese senza lacrime, dopo essere stata scelta al posto di Marlene Dietrich e Claudette Colbert. Nel 1940, insieme a Lillian Cornell e Virginia Dale, interpretò la canzone Say It, con l'accompagnamento di Glenn Miller e della sua band, arrivando settima in classifica nazionale.
Tuttavia la conquista del successo fu in parte la causa della sua crisi matrimoniale con Wallace, che si allontanò dal tetto coniugale. Nel 1941, durante una vacanza a Palm Springs, la Drew fece la conoscenza con il trentanovenne sceneggiatore e produttore Sidney "Sy" Bartlett, reduce da un matrimonio fallito con l'attrice Alice White. Il 16 agosto 1941 i due si sposarono sul lago Tahoe, appena in tempo prima della partenza di Bartlett, uno dei primi artisti a schierarsi contro le forze dell'Asse, assegnato con il grado di capitano nelle forze dell'USAF. Quando Bartlett venne promosso al grado di maggiore e quindi trasferito a Washington, la Drew decise di restare al suo fianco e lo raggiunse nella capitale, scatenando le ire della Paramount che la richiamò a Hollywood, ricevendo un netto rifiuto. L'episodio segnerà l'inizio del declino della carriera cinematografica dell'attrice.

## Il periodo bellico e i contrasti con la Paramount
Il contrasto tra la Drew e la Paramount si aggravò ulteriormente quando, nel 1942, Bartlett venne assegnato in Inghilterra al servizio della Eighth Air Force. La Drew partì per raggiungerlo ed a quel punto la Paramount decise di sacrificare l'attrice e di concentrare le forze sul lancio di una nuova giovane stella, Veronica Lake. La Drew venne scritturata come spalla dell'attrice e cantante Ann Miller in uno dei suoi musical, ed al suo rifiuto subì come rappresaglia l'interruzione momentanea del suo contratto e della paga. Costretta ad un lungo periodo di assenza dallo schermo, la Drew tuttavia non si arrese e rimane al fianco del marito, partecipando a numerosi spettacoli di intrattenimento per i soldati americani di stanza in Inghilterra. Il 27 marzo 1942, Bartlett fece parte dell'equipaggio del primo bombardiere a sorvolare i cieli di Berlino.
Nell'aprile 1942 la Drew ritornò in patria, ma si trovò emarginata dalla Paramount. Ignorata ed esclusa dalla sua stessa casa cinematografica, scrisse ufficialmente al Ministero Britannico dell'Informazione per chiedere il permesso di recarsi nuovamente in Europa e, alla fine del febbraio 1943, partì nuovamente per l'Inghilterra, dove si dedicherà a numerosi spettacoli per le truppe alleate, visitando ospedali militari e civili. Fece ritorno a Hollywood nel maggio dello stesso anno per ritrovarsi senza contratto e senza nemmeno una fissa dimora. Dopo aver accettato un colloquio con Darryl F. Zanuck, il magnate della 20th Century Fox, rifiutò la proposta di un lungo contratto a causa delle eccessive lusinghe del celebre produttore. Trascorse un intero anno senza recitare in alcuna pellicola, con sporadiche apparizioni radiofoniche e riuscì ad ottenere finalmente un contratto con la RKO. Durante le riprese di una scena del film horror Il vampiro dell'isola (1944), l'attore Bela Lugosi provocò una grave lesione alla schiena dell'attrice, che la terrà immobile per quattro mesi. Nel novembre 1945 suo marito ritornò dal fronte, ma i due - ormai divenuti estranei - si separarono nel gennaio 1946. Nello stesso anno l'attrice riuscì ad ottenere un contratto con la Columbia Pictures e interpretò il ruolo di femme fatale nella pellicola A sangue freddo (1947). Per ottenere il ruolo, la Drew dovette insistere con caparbietà con lo sceneggiatore e regista Robert Rossen, scettico sulle sue capacità di uscire dal personaggio di ingenua nel quale era stata relegata dalla Paramount; tuttavia la sua interpretazione fu magistrale ed estremamente convincente.

### Il declino
Il 19 luglio 1949 la Drew divorziò da Bartlett, con il quale restò tuttavia in ottimi rapporti. Il 30 maggio 1951 si risposò con William T. Walker, un facoltoso industriale automobilistico di Detroit. Amante dei viaggi, Walker cercò di convincere la Drew ad abbandonare la sua carriera cinematografica per seguirlo intorno al mondo, cosa che lei farà solo per un breve periodo di tempo.
Nel 1951 l'attrice concordò con la Columbia la rescissione del contratto, accettando di partecipare come ospite in alcune trasmissioni televisive. Nell'agosto 1952 fece il suo debutto come attrice televisiva nell'episodio Crossorads della serie Footlight Theater della CBS. Nel 1957 interpretò la sua ultima pellicola, Jeff Blain il figlio del bandito, mentre nel 1961 fece la sua ultima apparizione televisiva, dopo la quale si ritirò definitivamente dalle scene. Nel settembre 1967 divorziò da Walker e si risposò con James Edward Herbert, manager della Motorola, dal quale divorzierà nel 1976.
Nel 1996 si ritirò in una casa di riposo, continuando tuttavia a ricevere numerosi tributi per la sua carriera. Morì il 3 dicembre 2003 di cirrosi epatica.

## Filmografia

### Cinema
- Rhythm on the Range, regia di Norman Taurog (1936)
- The Big Broadcast of 1937, regia di Norman Taurog (1936)
- Un vagabondo alla corte di Francia (If I Were King), regia di Frank Lloyd (1938)
- L'ultimo pellirossa (Geronimo), regia di Paul Sloane (1939)
- Il francese senza lacrime (French Without Tears), regia di Anthony Asquith (1940)
- Un colpo di fortuna (Christmas in July), regia di Preston Sturges (1940)
- The Monster and the Girl, regia di Stuart Heisler (1941)
- La fidanzata di mio marito (Our Wife), regia di John M. Stahl (1941)
- Signorine, non guardate i marinai (Star Spangled Rhythm), regia di George Marshall (1942)
- L'impostore (The Impostor), regia di Julien Duvivier (1944)
- Dark Mountain, regia di William Berke (1944)
- Il vampiro dell'isola (Isle of the Dead), regia di Mark Robson (1945)
- Fantasma vivo (Man Alive), regia di Ray Enright (1945)
- I falchi del fiume giallo (China Sky), regia di Ray Enright (1945)
- Crime Doctor's Man Hunt, regia di William Castle (1946)
- A sangue freddo (Johnny O'Clock), regia di Robert Rossen (1947)
- Spade insanguinate (The Swordsman), regia di Joseph H. Lewis (1948)
- L'uomo del Colorado (The Man from Colorado), regia di Henry Levin (1948)
- Rocce rosse (Davy Crockett, Indian Scout), regia di Lew Landers (1949)
- L'incrocio pericoloso (The Crooked Way), regia di Robert Florey (1949)
- Stars in My Crown, regia di Jacques Tourneur (1950)
- Tempesta sull'oceano Indiano (Cargo to Capetown), regia di Earl McEvoy (1950)
- Il barone dell'Arizona (The Baron of Arizona), regia di Samuel Fuller (1950)
- Uniti nella vendetta (The Great Missouri Raid), regia di Gordon Douglas (1951)
- Il cavaliere del deserto (Man in the Saddle), regia di André De Toth (1951)
- Jeff Blain il figlio del bandito (Outlaw's Son), regia di Lesley Selander (1957)

### Televisione
- Scienza e fantasia (Science Fiction Theatre) – serie TV, episodi 1x01-1x07 (1955)
- Celebrity Playhouse – serie TV, episodi 1x02-1x18 (1955-1956)

## Doppiatrici italiane
- Dhia Cristiani in Non si può continuare ad uccidere
- Rosetta Calavetta in Un vagabondo alla corte di Francia
- Lydia Simoneschi in Rocce rosse
- Elena Da Venezia in Il barone dell'Arizona
- Clelia Bernacchi in Il cavaliere del deserto
- Paola Del Bosco in Il vampiro dell'isola (ridoppiaggio)
- Stefanella Marrama in Non si può continuare ad uccidere (ridoppiaggio)